# Репликатори
Репликаторите са врагове на героите от Старгейт Атлантис и Старгейт SG-1 от галактиката Пегас. Те са група от механични нанороботи, които сформират човешко тяло или машина подобна на паяк. Теоретично могат да се считат за минали теста на Тюринг и притежаващи силен изкуствен интелект (от англ. strong A.I.).

Репликаторите могат да общуват помежду си телепатично (безжично), както и чрез вкарване на пръсти в челото на друг репликатор или човек, и така да отмъкнат ценна информация от съответното съзнание. Репликаторите са създедени от древните (the Ancients) – създателите на Старгейт устройството, за да се борят срещу призраците (на английски: Wraiths, т.е. „видение, привидение, дух“). Но преди около 10 000 години призараците намират начин да спрат репликаторите и те си правят свое копие на Атлантида (Atlantis). През 3-тия сезон на Старгейт Атлантида (познат и като Старгейт: Атлантис) екипът на Джон Шепърд (John Sheppard) намира това копие на Атлантида, заедно с репликаторите на него. Те измъкват важна информация от тях и след като Джон Шепърт и екипът му се измъкват, се сформира вражда между Земята, репликаторите и Атлантида. След усилена работа д-р Родни МакКей (игран от актьора David Hewlett) и един приятелски настроен призрак намират начин как да унищожат репликаторите, като пускат магнитна бомба на тяхната планета. Живи остават само няколко репликатора, които търсят начин да се въздигнат (от ascension; в сериала и в научната фантастика като цяло това е вид висша форма на съществуване без тяло, в случая наподобяваща енергия).